# Lycophidion namibianum
Lycophidion namibianum är en ormart som beskrevs av Broadley 1991. Lycophidion namibianum ingår i släktet Lycophidion och familjen snokar. Inga underarter finns listade i Catalogue of Life.
Denna orm förekommer i nordvästra Namibia och sydvästra Angola. Arten lever i låglandet och i bergstrakter upp till 1500 meter över havet. Habitatet utgörs av klippiga öknar och torra savanner. Lycophidion namibianum jagar geckoödlor och andra smådjur. Honor lägger ägg.
För beståndet är inga hot kända. Hela populationen anses vara stabil. IUCN listar arten som livskraftig (LC).